# Bagnet wz. 1891

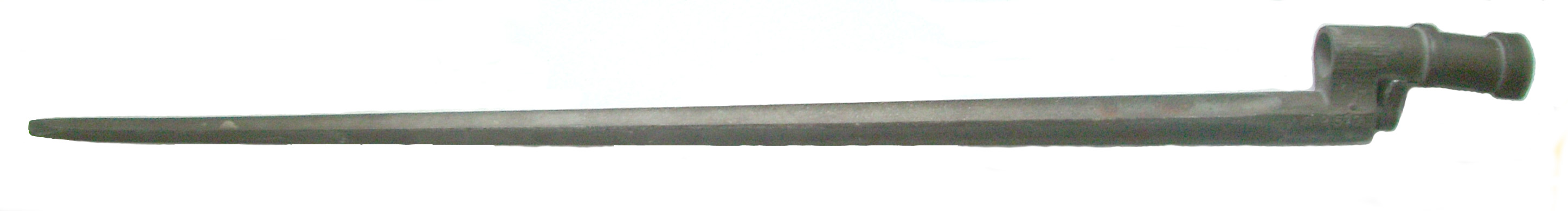
Bagnet wz. 1891/30

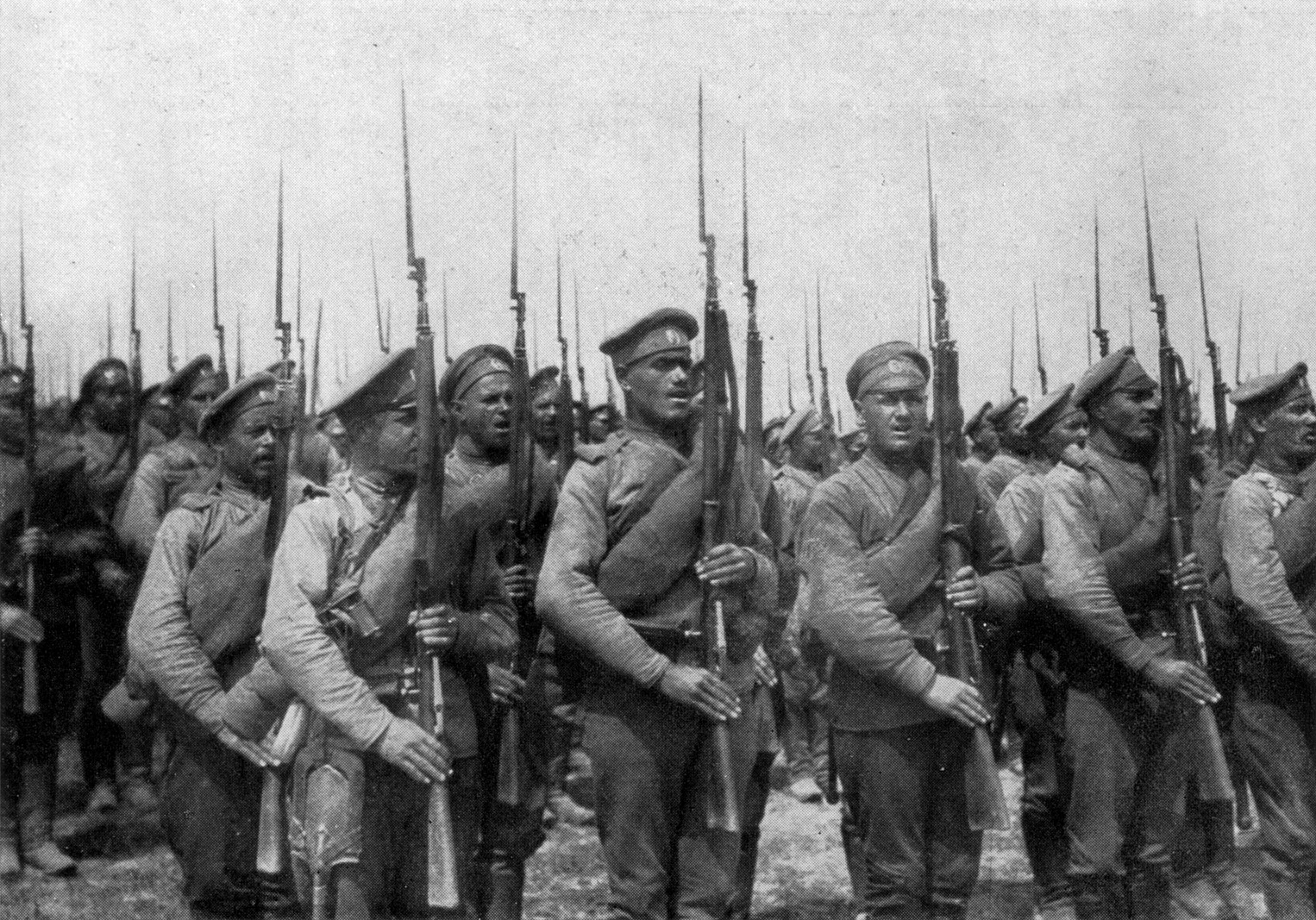
Żołnierze Cesarskiej Armii Rosyjskiej z karabinami Mosin i bagnetami wz. 1891 (1917)

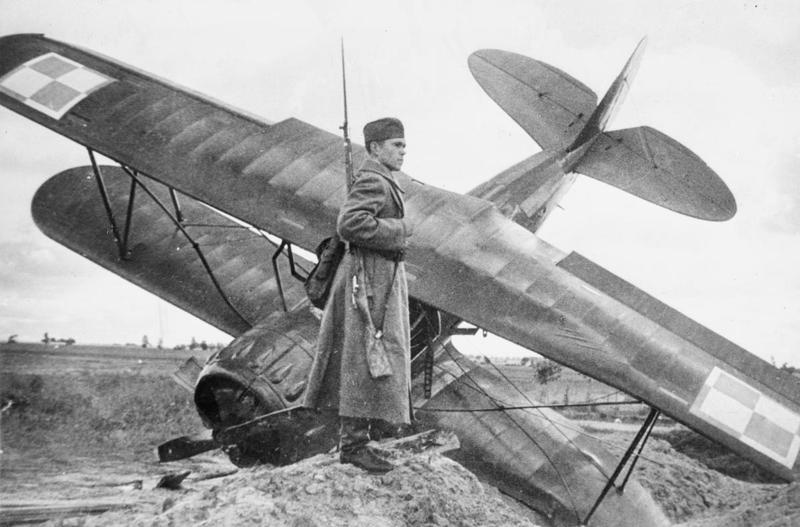
Żołnierz Armii Czerwonej z karabinem Mosin i bagnetem wz. 1891/30, przy polskim samolocie szkolno-treningowym PWS-26 (1939)

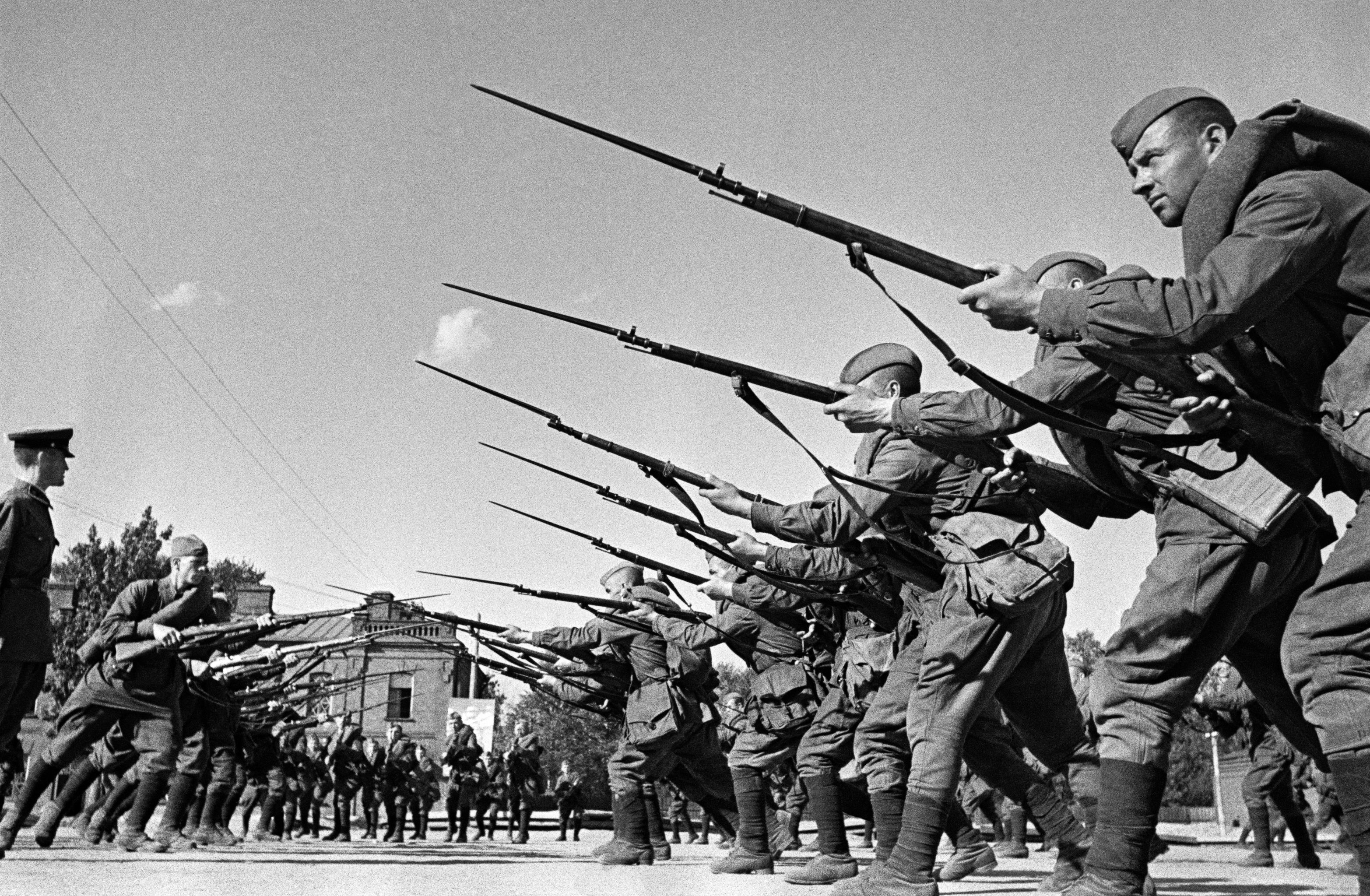
Żołnierze Armii Czerwonej z karabinami Mosin i bagnetami wz. 1891/30 (1941)

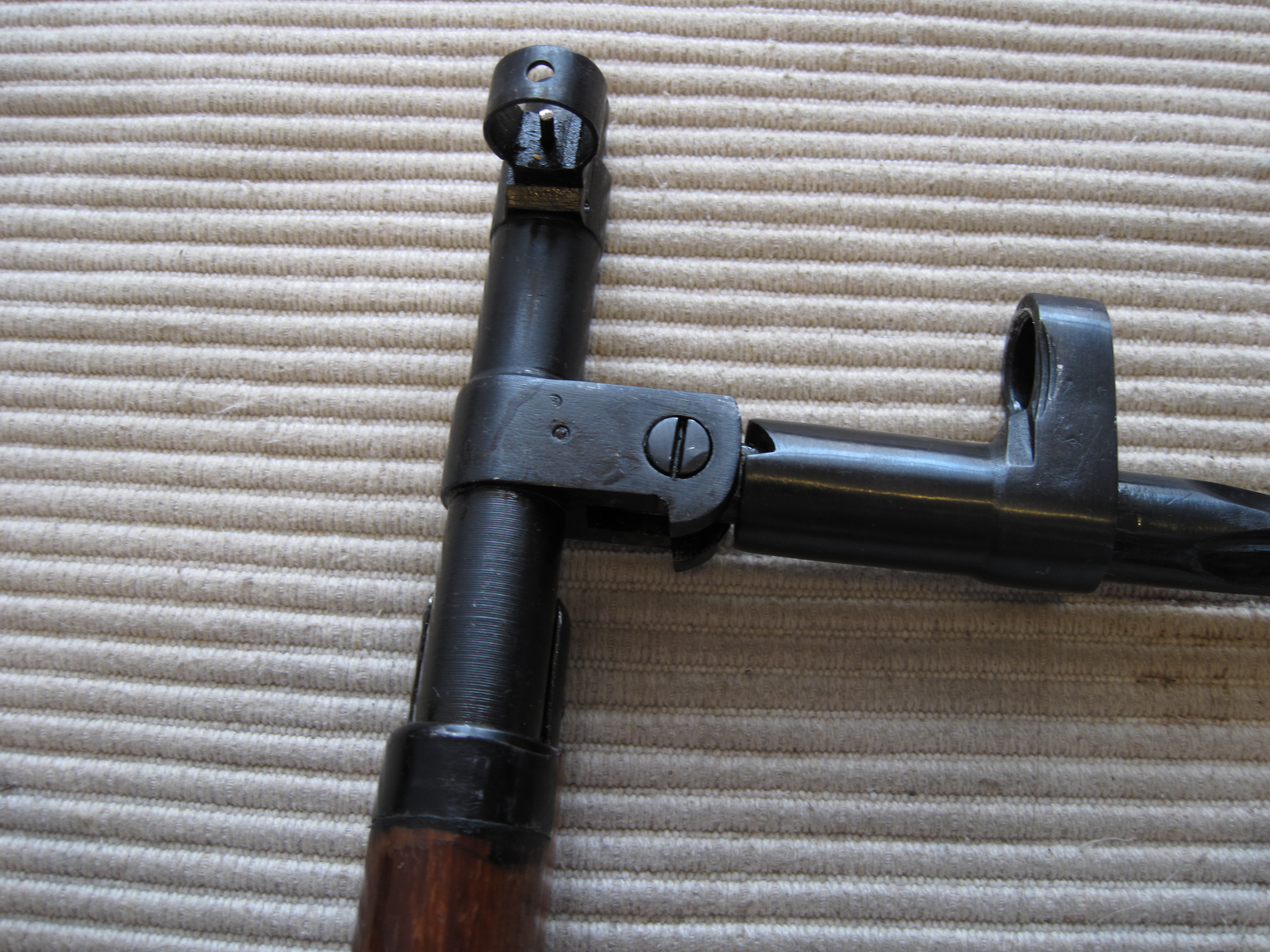
Mocowanie bagnetu do karabinka Mosin wz. 1944

Bagnet wz. 1891 – rosyjski bagnet tulejowy o czworograniastym przekroju głowni, stosowany do karabinu Mosin.

## Historia
W 1891 roku na uzbrojenie Cesarskiej Armii Rosyjskiej przyjęto rosyjski karabin trzyliniowy, stworzony przez Siergieja Mosina, który zastąpił karabin Berdan, eksploatowany od początku lat 70. XIX wieku. Nowy karabin otrzymał bagnet oparty na podobnej konstrukcji istniejącej w Berdanie. Projekt bagnetu wz. 1891 został dopracowany zgodnie z nowymi obliczeniami i doświadczeniami z wykorzystaniem istniejącej broni. W efekcie zmieniły się rozmiary i waga bagnetu oraz niektóre jego elementy. Pierwsza partia seryjnych bagnetów wz. 1891 do nowego karabinu została zamówiona we francuskiej fabryce Manufacture d’armes de Châtellerault. W latach 1892–1895 przedsiębiorstwo to dostarczyło armii rosyjskiej 509 539 karabinów wyposażonych w czworograniaste bagnety tulejowe. Interesujące były wytyczne użycia broni. Nowe karabiny Mosin zostały zaprojektowane do strzelania z zamocowanym bagnetem, a usuwanie go było wymagane tylko podczas transportu. We wszystkich innych sytuacjach, w tym podczas walki, bagnet miał znajdować się na lufie karabinu. Piechota nie była wyposażona w pochwę do bagnetu, natomiast kawaleria nosiła go na pochwie szaszki.
Pierwsze karabiny Mosin i bagnety wz. 1891 zostały wyprodukowane we Francji, ale później produkcja została przeniesiona do rosyjskich przedsiębiorstw w Tule (znak wytwórni – młot), Iżewsku (znak wytwórni – strzała na łuku) i Siestroriecku (znak wytwórni – strzałka). Bagnety krajowe zostały wyprodukowane zgodnie z projektem, ale zewnętrznie i konstrukcyjnie różniły się od broni wyprodukowanej przez Francuzów. Przez kilkadziesiąt lat bagnet do karabinu Mosin nie ulegał żadnym zmianom i był produkowany tylko w Rosji. Wybuch I wojny światowej doprowadził do konieczności zwiększenia produkcji broni, ale rosyjski przemysł nie był już w stanie sprostać nowym zamówieniom. Z tego powodu amerykańskie zakłady Remington i Westinghouse wyprodukowały około 2,5 miliona karabinów i tyle samo bagnetów, przy czym do wybuchu rewolucji lutowej w 1917 roku, Rosji udało się zakupić nie więcej niż 750–800 tysięcy amerykańskich Mosinów. 
Pod koniec lat 20. XX wieku rozpoczęto w Związku Radzieckim prace nad modernizacją karabinu Mosin, co doprowadziło do powstania karabinu wz. 1891/30 i zmodernizowanego bagnetu różniącego się od starego tylko nowym urządzeniem do blokowania na lufie. W 1944 roku do uzbrojenia Armii Czerwonej wszedł nowy karabinek Mosin ze stałym składanym bagnetem przylegającym do prawej strony łoża. W ludowym Wojsku Polskim oprócz radzieckiego bagnetu, używano zmodernizowanego bagnetu wz. 44, produkowanego w Polsce.
W czasie II wojny światowej powstały również improwizowane modyfikacje bagnetów do karabinu Mosin na podstawie dostępnych części. W Leningradzie podczas niemieckiej blokady miasta (1941–1944), wykonywano bagnety z ostrzami w kształcie noża. Na tulei rurowej instalowano trójkątne mocowanie, do którego przyspawywano ostrze. Stosowano półfabrykaty do bagnetów karabinowych SWT-40 lub innych podobnych produktów. Takie ostrza miały jednostronne ostrzenie i wgłębienia na obu powierzchniach bocznych. Z oczywistych względów wymiary i waga takich improwizowanych bagnetów znacznie się różniły i zależały od użytych „surowców”.

## Konstrukcja
Bagnet wz. 1891 to broń kłująca przeznaczona do karabinu Mosin wz. 1891 i wersji dragońskiej. W Niemczech i Austro-Węgrzech dorabiano pochwy do zdobycznych zbroczonych bagnetów wz. 1891. Bagnet oznaczony był znakiem wytwórni oraz numerem i stemplami kontroli. 
Wklęsło szlifowana głownia bagnetu wykonywana była ze stożkowego pręta a jej oś była równoległa do osi lufy. Spłaszczony szczyt bagnetu, umożliwiał zastosowanie go jako wkrętaka podczas remontowania broni. Blokowanie bagnetu na karabinie odbywało się za pomocą wydłużonego pierścienia, ze względu na wysokość muszki. Pierścień blokowania opierał się o kryzę na tulei bagnetu, a jego obrót ograniczał trzpień przylutowany do tulei i wykrój pierścienia blokującego. Brak ostrzenia na bokach zapewniał bezpieczną obsługę karabinu z założonym bagnetem. Całkowita długość bagnetu wynosiła 500 milimetrów, długość tulei rurowej 70–72 milimetry przy średnicy wewnętrznej 15 milimetrów, długość ostrza 430 milimetrów. Ze względu na pewne różnice techniczne i technologiczne waga bagnetów wahała się od 320–325 do 340–345 gramów.